# 아즈텍사냥개박쥐
아즈텍사냥개박쥐(Molossus aztecus)는 큰귀박쥐과에 속하는 박쥐의 일종이다. 멕시코의 토착종이다. 멕시코 남부의 할리스코주와 코즈멜 지역부터 니카라과(과테말라에서는 발견되지만 엘살바도르 또는 온두라스에서는 발견되지 않는다.)까지 지역의 해수면부터 해발 1300m 고도의 숲 서식지에서 발견된다. 베네수엘라 남부에서도 보고된다. 곤충을 먹는 식충성 동물이다.